# Litoria hunti
Espèce
Statut de conservation UICN

 DD  : Données insuffisantes
Litoria hunti est une espèce d'amphibiens de la famille des Pelodryadidae.

## Répartition
Cette espèce est endémique de  la province de Sandaun en Papouasie-Nouvelle-Guinée. Elle se rencontre à Utai.

## Étymologie
Cette espèce est nommée en l'honneur de la famille Hunt d'Adélaïde, pour leur support au Musée d'Australie-Méridionale.

## Publication originale
- Richards, Oliver, Dahl & Tjaturadi, 2006 : A new species of large green treefrog (Anura: Hylidae: Litoria) from northern New Guinea. Zootaxa, no 1208, p. 57-68.